# Spital zum Heiligen Geist (Schelklingen)

Spital zum Heiligen Geist

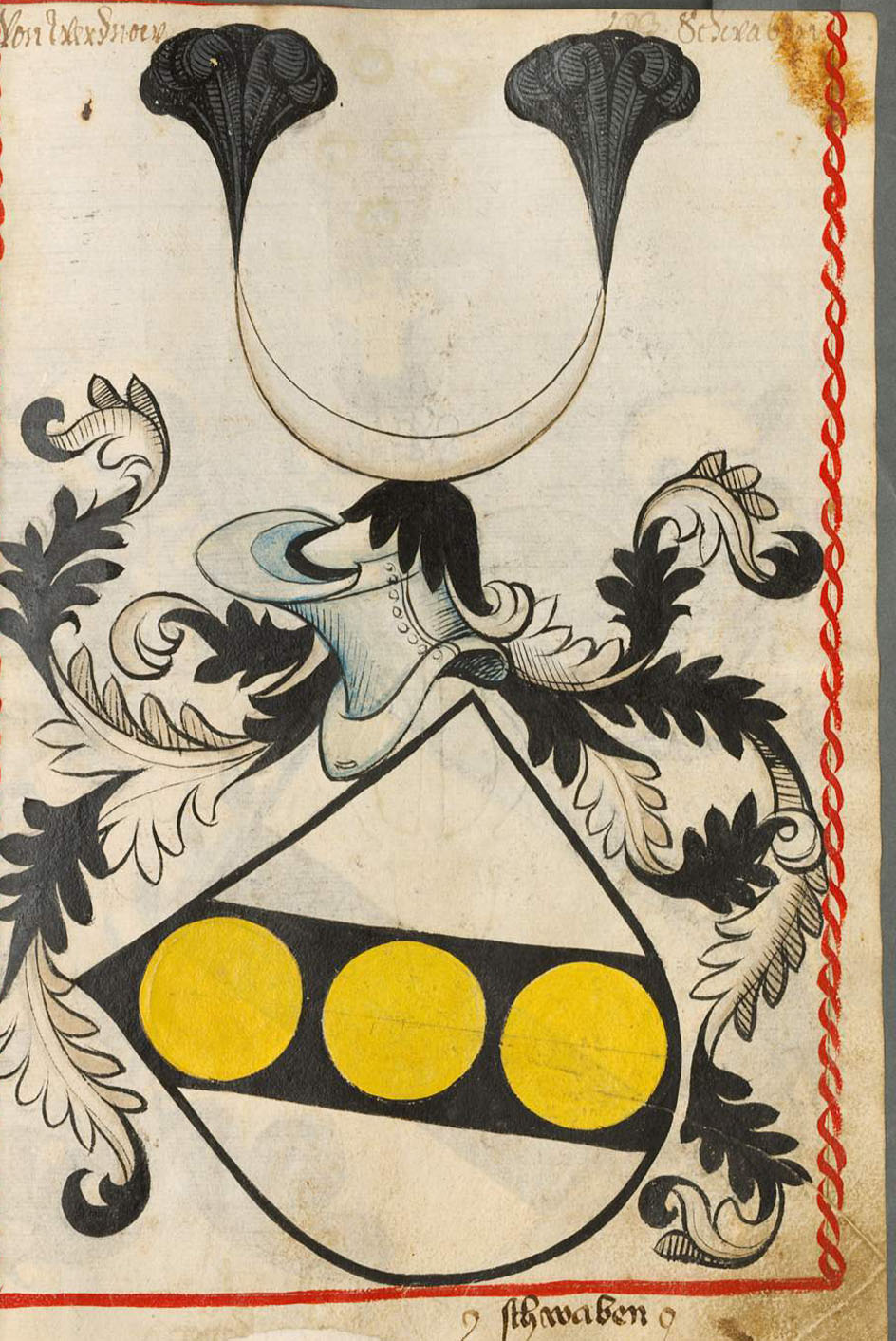
Wappen der Herren von Wernau

Das Spital zum Heiligen Geist oder Wernauer Schlößle in Schelklingen war ursprünglich der Sitz der Herren von Wernau in Schelklingen. Namengebend war der kleine Weiler Wernau. Das Hauptgebäude stammt aus dem 14. Jahrhundert, der nördliche Erweiterungsbau aus dem 17. Jahrhundert. Dieser Wohnsitz einer Niederadelsfamilie war ehemals von einer hohen Hofmauer umgeben, hatte ein großes Hoftor und einen eigenen Radbrunnen, den sogenannten Spitalbrunnen, welcher bei der Sanierung des Gebäudes wieder aufgedeckt, archäologisch untersucht und rekonstruiert wurde.
Die Herren von Wernau waren Ministerialen der Grafen von Berg-Schelklingen und in der Umgebung von Schelklingen begütert. Das Gebäude wurde somit neben reinen Wohnzwecken auch zur Unterbringung des Getreides genutzt (Fruchtkasten). Mehrere weibliche Mitglieder des Geschlechts von Wernau waren Benediktinernonnen im benachbarten Kloster Urspring. Für die Klosterkirche stifteten die Herren von Wernau einen Familienaltar, welcher von einem eigenen Kaplan betreut wurde. Die sogenannte Wernausche Kaplanei wurde darüber hinaus mit einem Wohnhaus in Schelklingen (das Wernausche Kaplaneihaus unweit der Stadtpfarrkirche) und weiteren Einkünften ausgestattet.
Nach dem Aussterben der Herren von Wernau im Mannesstamm im Jahre 1696 erwarb die Stadt Schelklingen das Gebäude im Jahre 1698 und richtete darin das städtische Spital ein. Das vorhergehende Spitalhaus stand in der Marktgasse beim Vorderen Tor (ehemals Marktstraße 20); die Spitalstiftung stammt aus dem Jahre 1532 und wurde 1550 vermehrt.
Bis in die späten 1980er Jahre wurde das Gebäude als Spital bzw. später als Wohngebäude für einkommensschwache Familien genutzt. Das Gebäude wurde von 1985 bis 1992 aufwendig saniert und beherbergt seit 1992 das Stadtmuseum, das Stadtarchiv und eine Lehrtöpferei.
Das Gebäude steht unter Denkmalschutz und wurde in die Liste der Schelklinger Baudenkmale eingetragen.

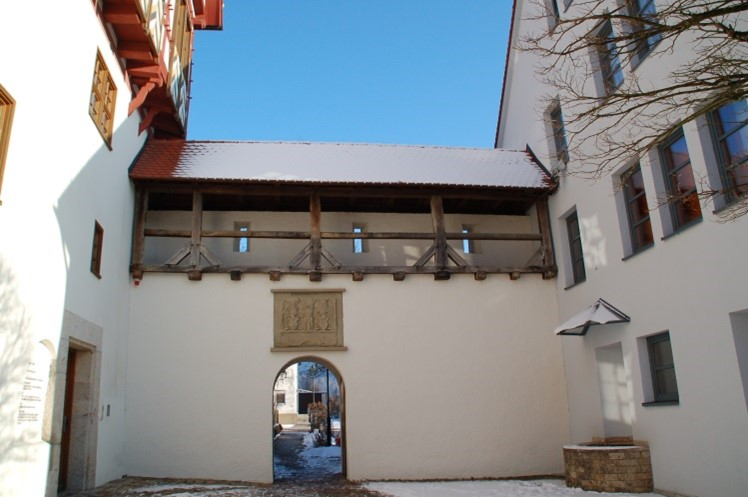
Rekonstruierte Stadtmauer beim ehemaligen Spital mit dem Spitalbrunnen auf der rechten Bildseite